# Elsa Eschelsson
Elsa Olava Kristina Eschelsson (født 11. november 1861 i Norrköping, død 10. marts 1911) var en svensk retslærd.
Elsa Eschelsson blev student 1882 ved Uppsala Universitet, 1885 cand. phil., 1892 cand. jur. - Sveriges første kvindelige jurist -, 1897 Dr. jur., samme år docent i civilret, 1904 beskikket til at forestå det obligatoriske propædeutiske kursus i civilret, strafferet og procesret, 1905 til at eksaminere ved kancellieksamen. Elsa Eschelsson, hvis forfattervirksomhed vidnede om fin iagttagelsesevne, analytisk begavelse og logisk styrke, debuterede med Om begreppet gåfva enligt svensk rätt (1897) og udgav senere Bidrag til läran om besittning enligt svensk rätt. Besittningsbegreppet og Om fullbordandet af gåfva af lös egendom enligt svensk rättspraxis (1906), hvis modtagelse gav anledning til hendes brochure Ännu några ord om fullbordandet af gåfva af lös egendom enligt svensk rättspraxis. En replik (1907). Ved Ernest Lehrs Éléments de droit civil scandinave (Danemark, Norvège, Suède) (Paris 1901) var Elsa Eschelsson medarbejder for Sveriges vedkommende. Af mere populært indhold er hendes Om civiläktenskapets framträdande i svensk och utländsk rätt (i Sidney Alrutz' I vår tids lifsfrågor, 1903). Elsa Eschelsson, der var formand for 
Akademiskt bildade kvinnors förening, hvis formål er at skaffe kvindelige akademikere samme statslige rettigheder som de mandlige, udsendte 1906 Några ord med anledning af Kungl. Maj:ts proposition till riksdagen angående folkskolelärarnes lönereglering, en kritik af den forskel, det nævnte forslag gjorde mellem læreres og lærerinders alderstillæg af staten. Efter hendes død udgav Lars Rabenius et efterladt arbejde Om skuldebref enligt svensk rätt (1912).